# Henry Perrin Coon
Henry Perrin Coon (Contea di Columbia, 30 settembre 1822 – San Francisco, 4 dicembre 1884) è stato un politico, insegnante e medico statunitense, 11° sindaco di San Francisco.